# Republiken Novgorod

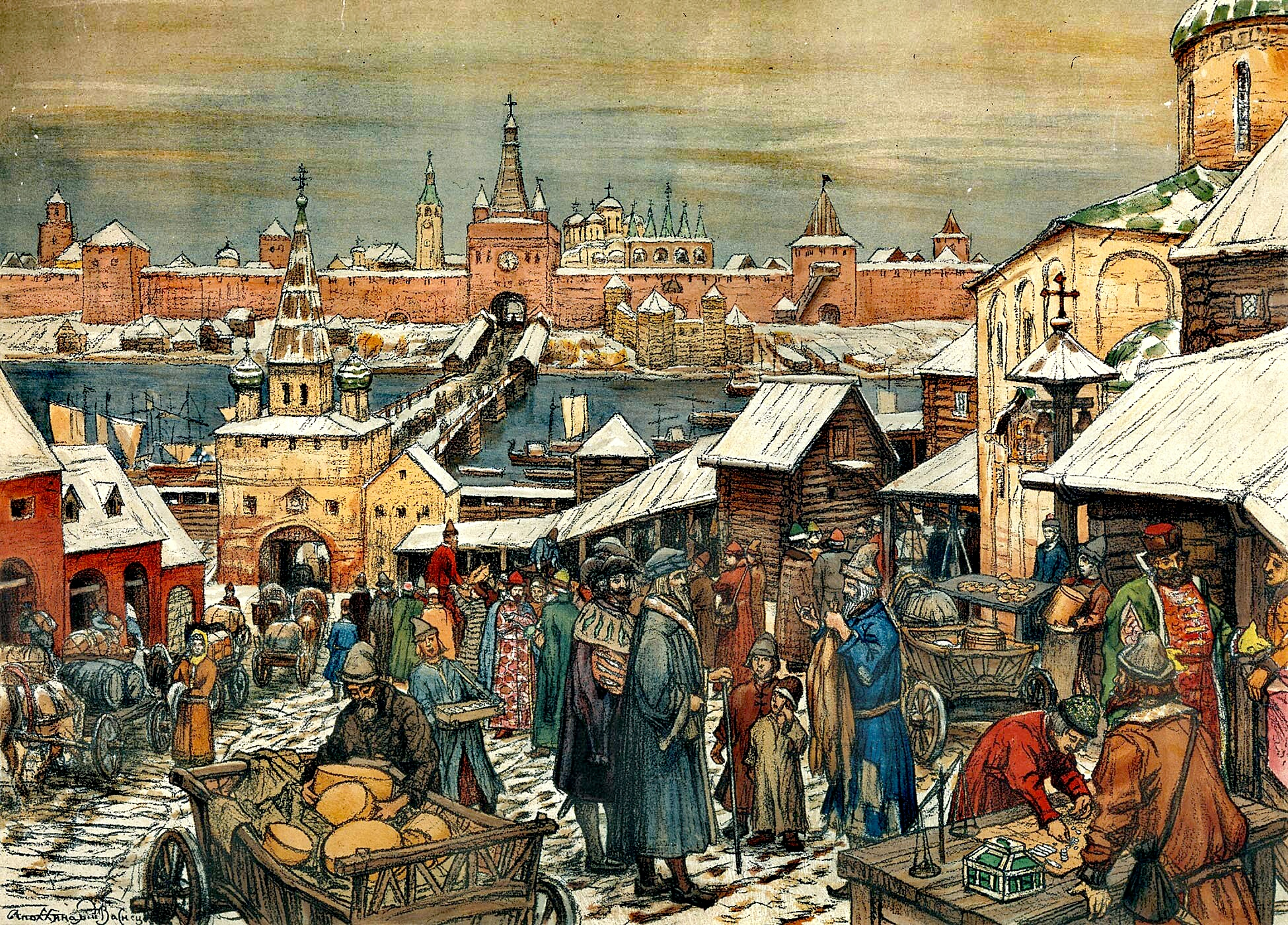
Marknadsplats i Republiken Novgorod, målad 1909 av Appolinarij Vasnetsov (1856–1933).

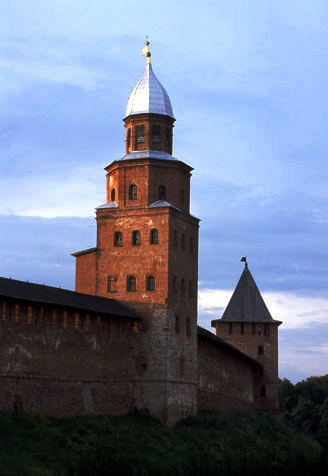
Medeltida mur från Novgorods kreml

Republiken Novgorod (ryska: Новгородская Республика, Novgorodskaja Respublika) eller Novgorod-landet (ryska: Новгородская земля, Novgorodskaja zemlja) var en stor medeltida rysk (Ruser) stat som sträckte sig från Östersjön till Uralbergen mellan 1100- och 1400-talen.  
Gränsen mot dåvarande Sverige reglerades i Nöteborgstraktaten 1323, en fred som följdes av kung Magnus Erikssons första korståg mot Novgorod 1348 och andra korståg 1350.
Städer som Staraja Russa, Staraja Ladoga, Torzjok och Nöteborg var också delar av det novogorodska landet. 
Staden Pskov var från början en del av det novgorodska riket, men hade de facto självständighet senast sedan 1200-talet. Flera furstar, såsom Dovmont och Vsevolod Mstislavitj styrde i Pskov utan att lyda fursten eller andra makthavare i Novgorod. Pskovs självständighet bekräftades 1348 under Bolotovofördraget. Även efter detta styrde dock ärkebiskopen i Novgorod över kyrkan i Pskov och behöll titeln "Ärkebiskop över Novgorod det stora och Pskov" till 1589. Mellan 1100- och 1400-talen bredde Republiken Novgorod ut sig åt öst och nordöst. Novgorodborna utforskade områdena kring Onegasjön, längs med Norra Dvina och Vita havets kustlinjer. I början av 1300-talet utforskade novgorodborna Norra ishavet, Barents hav, Karahavet och den västsibiriska floden Ob.
Republiken Novgorod fick sitt slut i Slaget vid Sjelon 1471 och genom Moskvarikets övertagande av all makt 1478.
De finsk-ugriska stammarna, som befolkade norra Uralbergen, behövde betala skatt till Novgorod den store. Länderna norr om staden, som var rika på päls, havsfauna, salt, med mera, var av stor ekonomisk vikt för Novgorod och de slogs i ett långvarigt krig med Moskva som började i det sena 1300-talet för att kunna behålla området. Förlusten av dem betydde ekonomisk och kulturell tillbakagång för staden och dess invånare. Förlusten av dessa länder ledde till en kraftig nedgång för republiken.